# .sh
A .sh Szent Ilona (angolul Saint Helen) internetes legfelső szintű tartomány kódja, melyet 1997-ben hoztak létre. Nemzeti karakterekkel is lehet regisztráltatni.